# Mala Ludina
Mala Ludina falu Horvátországban, Sziszek-Monoszló megyében. Közigazgatásilag Velika Ludinához tartozik.

## Fekvése
Sziszek városától légvonalban 23, közúton 34 km-re északkeletre, községközpontjától 1 km-re északra, a Monoszlói-hegység előterében fekszik.

## Története
A község falvainak fejlődése Mária Terézia uralkodása idején gyorsult fel. A 18. század közepére Velika Ludina már községközpont volt. 1773-ban az első katonai felmérés térképén „Dorf Mala Ludina” alakban szerepel. A 19. század elején rövid ideig francia uralom alá került, majd ismét a Habsburg Birodalom része lett.
A falunak 1857-ben 139, 1910-ben 294 lakosa volt. Belovár-Kőrös vármegye Kutenyai járásához tartozott. 1918-ban az új szerb-horvát-szlovén állam, majd később Jugoszlávia része lett. A II. világháború idején a Független Horvát Állam része volt. A háború után a béke időszaka köszöntött a településre, enyhült a szegénység és sok ember talált munkát a közeli városokban. A falu 1991. június 25-én a független Horvátország része lett. 1993-ban Sziszek-Monoszló megyén belül megalakult Velika Ludina község, melyhez a falu is tartozik. 2011-ben 159 lakosa volt.

## Népesség
| Lakosság változása | Lakosság változása | Lakosság változása | Lakosság változása | Lakosság változása | Lakosság változása | Lakosság változása | Lakosság változása | Lakosság változása | Lakosság változása | Lakosság változása | Lakosság változása | Lakosság változása | Lakosság változása | Lakosság változása | Lakosság változása |
| ------------------ | ------------------ | ------------------ | ------------------ | ------------------ | ------------------ | ------------------ | ------------------ | ------------------ | ------------------ | ------------------ | ------------------ | ------------------ | ------------------ | ------------------ | ------------------ |
| 1857               | 1869               | 1880               | 1890               | 1900               | 1910               | 1921               | 1931               | 1948               | 1953               | 1961               | 1971               | 1981               | 1991               | 2001               | 2011               |
| 139                | 135                | 167                | 229                | 263                | 294                | 302                | 309                | 301                | 309                | 325                | 226                | 189                | 181                | 181                | 159                |